# Гренд-Слем
«Ґренд Слем» (англ. Exercise Grand Slam) — одні з перших масштабних військово-морських навчань новоствореної Організації Північноатлантичного договору (НАТО). Проходили 1952 року в Середземному морі з залученням військово-морських сил, які описували як «найбільшу армаду, зібрану в цьому регіоні з кінця Другої світової війни». Навчання стали одним з перших випробувань для ОЗС НАТО в Південній Європі. Разом з навчаннями «Лонґстеп» ці навчання послужили прототипом для майбутніх морських навчань НАТО в Середземному морі під час Холодної війни.
В січні 1950 року Північноатлантична рада схвалила військову стратегію НАТО зі стримування радянської агресії. Військове планування НАТО набуло актуальності з початком Корейської війни, яка спонукала НАТО створити «сили під централізованим командуванням, адекватні для стримування агресії і забезпечення оборони Західної Європи». Союзне командування в Європі було створено під керівництвом генерала армії США Дуайта Ейзенхауера 2 квітня 1951 року. Західноєвропейська оборонна організація перед цим в 1949 році проводила багатосторонні навчання «Веріті» з використанням військово-морських повітряних ударів і підводних атак.

## Структура командування
Головнокомандувачем навчань «Ґренд Слем» був американський адмірал Роберт Карні — головнокомандувач ОЗС НАТО в Південній Європі (CINCSOUTH). Командувачами компонентів AFSOUTH під час навчань були:
- Об'єднані ВПС (AIRSOUTH) — генерал-майор Девід Шлаттер (ВПС США);
- Об'єднані сухопутні сили (LANDSOUTH) — генерал-лейтенант Мауріціо Лаццаро Де Кастільоні (італійська армія);
- Об'єднані ВМС (NAVSOUTH) — віце-адмірал Джон Кессіді (ВМС США).

## Проведення навчань

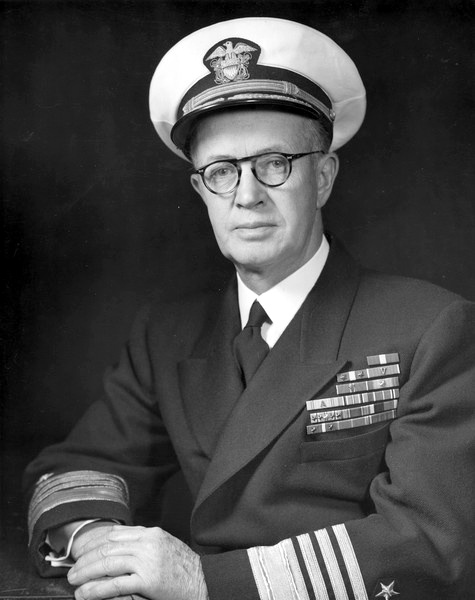
Головнокомандувач ОЗС НАТО в Південній Європі адмірал Роберт Карні (1951–1953)

Навчання проводилися в Середземному морі між 25 лютого і 16 березня 1952 року. Понад 200 військових кораблів з Шостого флоту США, Середземноморського флоту Британії, Середземноморських сил Франції і флоту Італії вирушила з баз на Британських островах, на півдні Франції, в Італії, Гібралтарі, Мальті і Північній Африці для участі в навчаннях «Ґренд Слем».
Головні сили були зосереджені навколо авіаносців USS Midway, USS Tarawa, HMS Theseus і La Fayette. Крім того, посилений батальйон 3/8 Корпусу морської піхоти США виконував роль десанту (спеціальна група 62) для Шостого флоту США, що вирушив 8 січня 1952 року з Морхед-Сіті (Північна Кароліна) та повернувся на базу Лежен 20 травня. Морський загін — штаб-квартира CINCSOUTH з допоміжної діяльності — був активований в Неаполі (Італія) 8 березня 1952 року під командуванням капітана Реймонда Спайсера з Корпусу морської піхоти. Літаки на суші з усіх чотирьох країн, а також американські, британські і французькі підводні човни підсилили союзні війська, що брали участь у навчаннях.
Союзні військові кораблі супроводжували три конвої суден з постачанням, які піддавалися повторюваним модельованим повітряним і підводним атакам. Один конвой з Мальти піддавався повітряним атакам кожні чотири години і підводним атакам кожні п'ять годин протягом усіх його шести днів у морі. Проти саме цього конвою діяли французька військово-морська спеціальна група, штурмовик з суші і палубна авіація з Midway. Всі три конвої прибули за своїми напрямками, однак численні кораблі були оголошені пошкодженими або потопленими імітованими атаками противника.
Під час операції «Ґренд Слем» союзними флотами також виконувались операції з протичовнової оборони. Тим не менш, французький підводний човен успішно прорвав оборону есмінця, що захищав американо-французьку спеціальну групу авіаносців, і успішно потопив ціль в її межах. Цей французький підводний човен згодом був оголошений паралізованим протичовновими силами. Нарешті, сили з восьми крейсерів і десяти есмінців здійснили берегове бомбардування узбережжя Сардинії.
Головнокомандувач навчань, адмірал Карні, підвів підсумки навчань «Ґренд Слем», заявивши: «Ми показали, що старші командувачі всіх чотирьох держав можуть успішно взяти на себе відповідальність за змішану спеціальну групу і управляти нею ефективно як робочим підрозділом». Навчання «Ґренд Слем» отримали порівняно мало освітлення в ЗМІ. Журнал ВМС США «All Hands» зазначив, що «Ґренд Слем» були «навчаннями, які, ймовірно, стануть типовими для майбутніх військово-морських навчань НАТО».

## Підрозділи авіаносної авіації
6-та авіаносна авіагрупа на USS Midway (CVB-41):
| - 61-ша винищувальна ескадрилья (VF-61): Grumman F9F-2 Panther - 41-ша винищувальна ескадрилья (VF-41): Vought F4U-4 Corsair - 21-ша винищувальна ескадрилья (VF-21): Grumman F9F-2 Panther - 25-та штурмова ескадрилья (VA-25): Douglas AD-1 Skyraider - 225-та морська винищувальна ескадрилья (VMF-225): Vought F4U-4 Corsair | - 62-га складена ескадрилья флоту (VC-62), 41-й загін: Douglas AD-1 Skyraider - 33-тя складена ескадрилья флоту (VC-33), 41-й загін: Douglas AD-4N Skyraider - 12-та складена ескадрилья флоту (VC-12), 41-й загін: Douglas AD-4W Skyraider - 2-га допоміжна вертольотна ескадрилья (HU-2), 41-й загін: Piasecki HUP-1 та Sikorsky HO3S-1 |

8-ма авіаносна авіагрупа на USS Tarawa (CV-40):
| - 921-ша винищувальна ескадрилья (VF-921): Vought F4U-4 Corsair - 916-та винищувальна ескадрилья (VF-916): Vought F4U-4 Corsair - 742-га винищувальна ескадрилья (VF-742): Vought F4U-4 Corsair - 671-ша винищувальна ескадрилья (VF-671): Vought F4U-4 Corsair - 859-та штурмова ескадрилья (VA-859): Douglas AD-1 Skyraider | - 62-га складена ескадрилья флоту (VC-62), 40-й загін: McDonnell F2H-2P Banshee - 33-тя складена ескадрилья флоту (VC-33), 40-й загін: Douglas AD-4N Skyraider - 12-та складена ескадрилья флоту (VC-12), 40-й загін: Douglas AD-4N Skyraider - 2-га допоміжна вертольотна ескадрилья (HU-2), 40-й загін: Piasecki HUP-1 та Sikorsky HO3S-1 |

14-та авіаносна авіагрупа на HMS Theseus (R64):
- 810-та морська повітряна ескадрилья: Fairey Firefly
- 807-ма морська повітряна ескадрилья: Hawker Sea Fury